# ماگلزویک
ماگلزویک (به انگلیسی: Muggleswick) یک روستا و محله مدنی در بریتانیا است که در County Durham واقع شده‌است. ماگلزویک ۱۳۰ نفر جمعیت دارد.